# Дети Михаила Фёдоровича

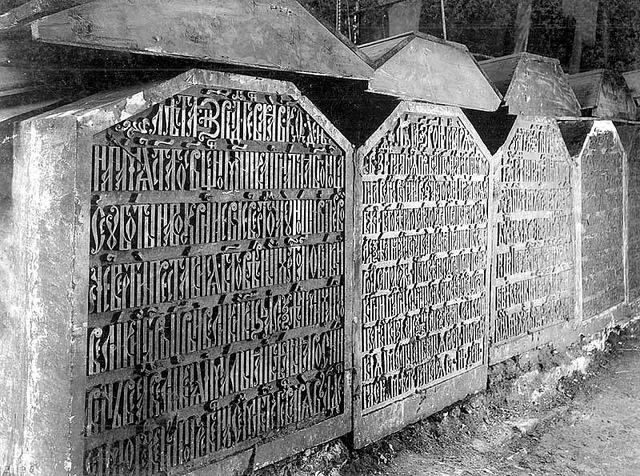
Архангельский собор. Перспектива торцов надгробий царя Алексея Михайловича (1629—1676), царевича Алексея Алексеевича (1654—1670), царя Михаила Федоровича (1596—1645), царевичей-младенцев Василия и Ивана Михайловичей. Фотография К. А. Фишера. 1905 г. Из коллекций Музея архитектуры им. А. В. Щусева.

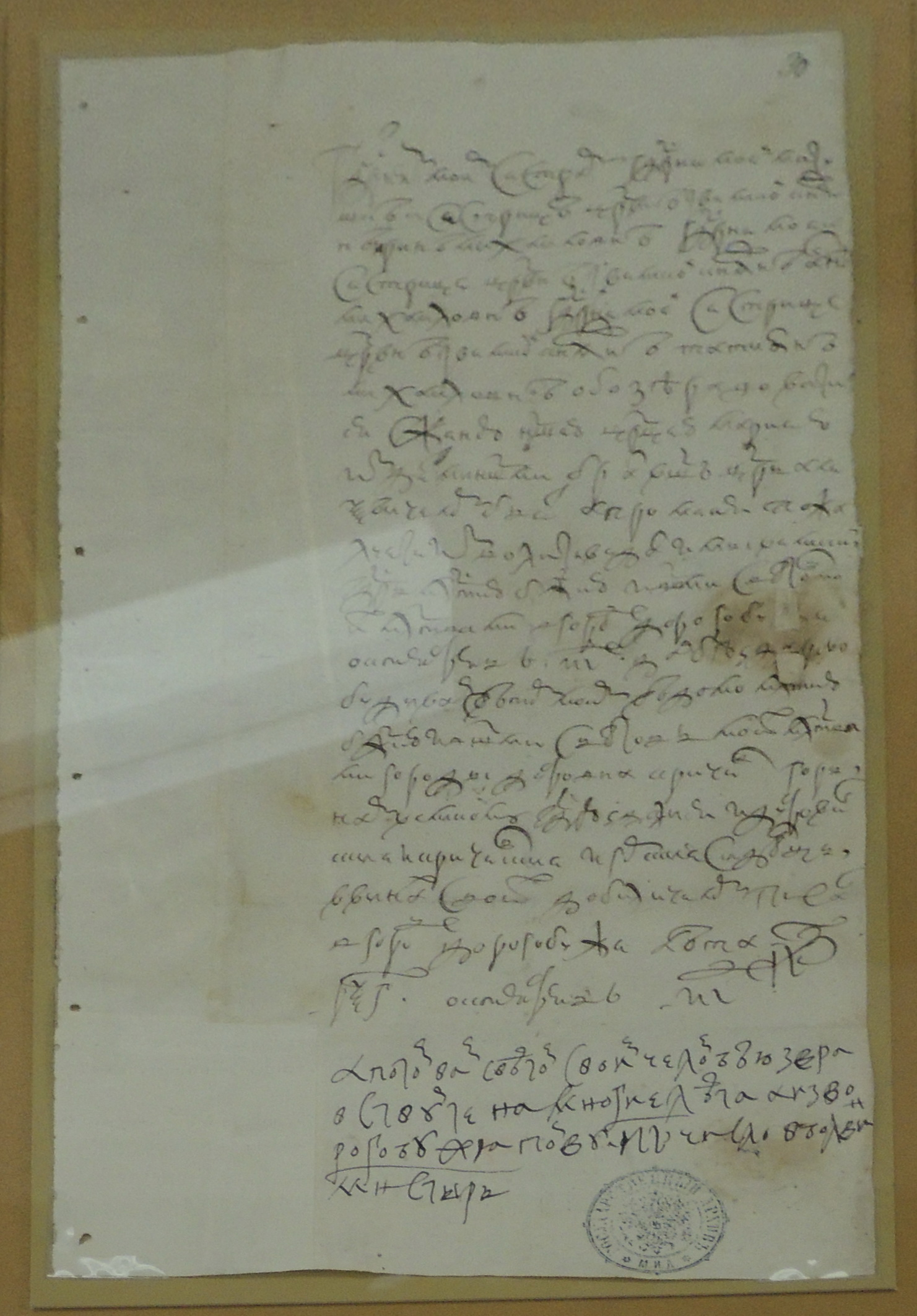
Письмо царя Алексея Михайловича сестрам Ирине, Анне и Татьяне (1654 год)

Дети царя Михаила Фёдоровича — первые русские царевичи и царевны из династии Романовых.
Первая помолвка царя Михаила с Марией Хлоповой не увенчалась свадьбой из-за сопротивления его матери и придворных козней. Невесту сослали из-за якобы плохого здоровья, но Михаил в течение 7 лет не терял надежды на ней жениться. Наконец, когда стало ясно, что это не удастся, он венчался первым браком с Марией Владимировной Долгорукой. Свадьба состоялась 18 сентября 1624 года в Москве. Но через несколько дней молодая царица заболела и через пять месяцев умерла. Летопись называет смерть Марии божьей карой за оскорбление ни в чём не повинной Хлоповой. Оставшись бездетным вдовцом после первого брака, Михаил через два года женился на Евдокии Лукьяновне Стрешневой, которая принесла ему потомство, и он смог все-таки заложить царскую династию Романовых.
Всего у пары родилось 10 детей, из которых до взрослого возраста дожили 4 — сын и наследник Алексей (продолжил династию) и три дочери Ирина, Анна и Татьяна (остались незамужними), называемые в следующих царствованиях «царевны Михайловны».

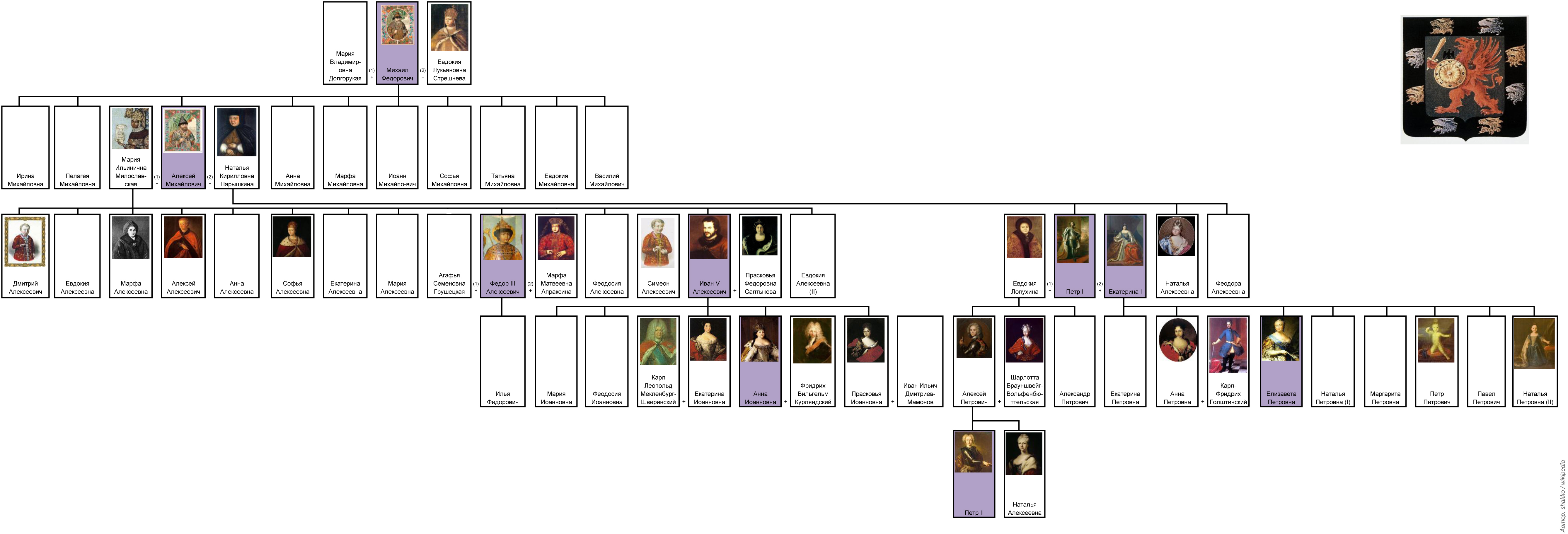
Царский дом Романовых до пресечения в мужском колене

## Ирина

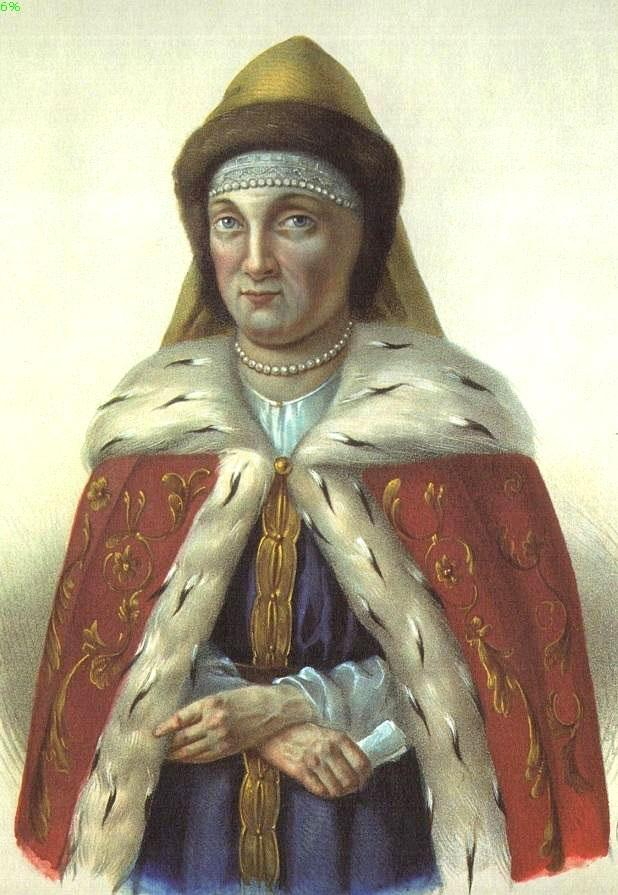

Царевна Ирина Михайловна — первая дочь царя (22 апреля (2 мая) 1627 — 8 (18) апреля 1679). Вероятно, имя получила в честь тётки царя Михаила, сестры патриарха Филарета — Ирины Никитичны (ум. 1639).
Датский принц Вальдемар Кристиан был в числе кандидатов на её мужья, однако переговоры зашли в тупик, и принц на год был задержан силой оружия в России.
Умерла в возрасте 51 года незамужней, во время правления своего племянника Фёдора Алексеевича. Погребена в Новоспасском монастыре.

## Пелагея
О жене царевича Ивана Ивановича, сыне Ивана Грозного, царевне Пелагее (Параскеве) Михайловне см. статью Соловая, Феодосия Михайловна.
Царевна Пелагея Михайловна (17 (27) апреля 1628 — 25 января (4 февраля) 1629) — второй ребёнок царя Михаила Фёдоровича, умерла в младенчестве.
«Новый летописец» о её рождении сообщает:

В лето 7136 (1628) году родилась у государя царя и великого князя Михаила Федоровича всея Русии дочь царевна и великая княжна Пелагея Михайловна, и крещена была в Чудовом монастыре. А крестил её сам святейший патриарх Филарет Никитич московский и всея Русии, а отец крестный был троицкий келарь Александр.

В числе грамот патриарха Филарета есть «О рождении царевны Пелагеи Михайловны». Причины, почему для ребёнка было выбрано нефамильное имя «Пелагея», не ясны.
Известно, что в 1628 году (20 апреля) дьяк Богдан Поздеев «был у государева стола» в Грановитой Палате по случаю рождения царевны Пелагеи Михайловны, там же был Иван Поздеев, а на крестинах присутствовал внучатый дядя царицы Яков Стрешнев-меньшой, Фёдор Иванович Шереметев, Василий Петрович Шереметев, Дмитрий Семёнович Погожев и другие.
Тот же «Новый летописец» сообщает и о её кончине:

В лето 7137 (1629) году преставилась благочестивая царевна и великая княжна Пелагея Михайловна, и погребена в Вознесенском монастыре с благочестивыми царицами.

Была погребена в Вознесенском монастыре в Московском Кремле, после его разрушения большевиками останки вместе с прочими были перенесены подземную палату южной пристройки Архангельского собора, где находятся и сейчас.
Надпись на надгробии: «Лета 7137 году генваря в 25 день на память иже во святых отца нашего Григория Богослова преставися дщерь государя царя и великого князя Михаила Фёдоровича всея Русии благоверная царевна и великая княжна Пелагея Михайловна всея Русии».
Надпись на крышке саркофага совпадает с ней: «Лета 7137 году генваря 25 день на память иже во святых отца нашего Григория Богослова преставис дщерь государя царя и великого князя Михаила Фёдоровича всея Русии благоверная государыня и великая княжна Пелагея Михайловна всея Русии».

## Алексей
Алексей Михайлович (9 (19) марта 1629 — 29 января (8 февраля) 1676) — русский царь, единственный выживший из сыновей Михаила. Причины, по которым он был крещён именем «Алексей», не ясны. Видимо, по святцам, в честь Алексия, человека Божьего.
Похоронен в усыпальнице Рюриковичей — Архангельском соборе.

### Мерные иконы
С рождением наследника в царском доме была возобновлена традиция создания мерных икон, придуманная при первом русском царе Иване Грозном и позабытая за Смутное время. Это подчёркивало преемственность власти Романовых. Сохранились мерные иконы всех трёх сыновей царя.

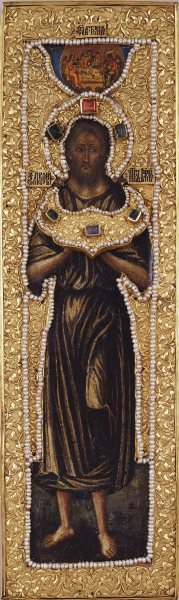
«Алексий — Человек Божий» — мерная икона Алексея
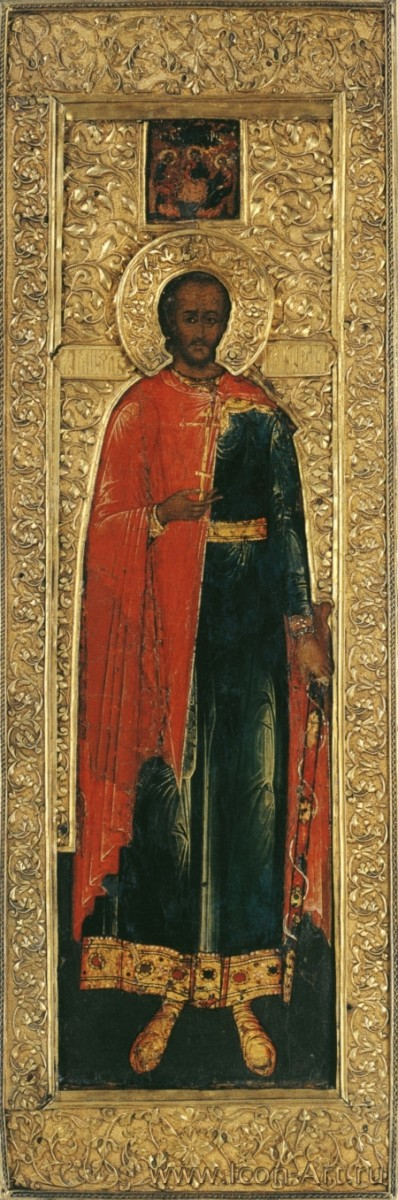
«Иоанн Белоградский» — мерная икона Ивана
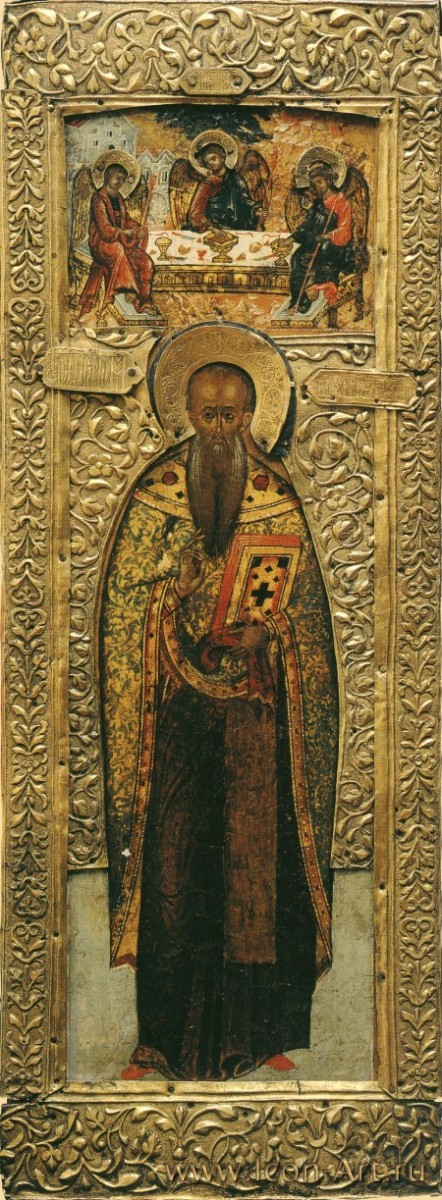
«Василий Анкирский» — мерная икона Василия

## Анна
Царевна Анна Михайловна — третья дочь и четвёртый ребёнок царя (14 (24) июля 1630 — 27 октября (6 ноября) 1692), в постриге Анфиса. Осталась незамужней, незадолго до смерти приняла постриг.
Вероятно, имя получила в честь тётки царя Михаила, сестры патриарха Филарета — Анны Никитичны, так же звалась её бабка со стороны матери. 

В 1683 году иностранец её описывает: «Анна Михайловна, родная сестра Алексея Михайловича, девица, 70 лет»

Скончалась в возрасте 62 лет в правление своих племянников Ивана V и Петра I. Погребена в Вознесенском монастыре, позже останки перенесены в Архангельский собор.

## Марфа
Царевна Марфа Михайловна (19 (29) августа 1631  — 21 сентября (1 октября) 1632) — пятый ребёнок и четвёртая дочь царя Михаила Фёдоровича, умерла в младенчестве.
Первый член царствующего дома Романовых, получивший имя «Марфа». Оно было дано, очевидно, в честь бабки по отцу — инокини Марфы (Ксении Шестовой). Тезоименитство — 1 сентября.
Была погребена в Вознесенском монастыре в Московском Кремле, после его разрушения большевиками останки вместе с прочими были перенесены подземную палату южной пристройки Архангельского собора, где находятся и сейчас.

Надпись на надгробии гласит: «Лета 7141 году сентября в 21 день на память святаго апостола Кондрата преставис государя царя и великого князя Михаила Фёдоровича всея Русии дщерь благоверная и великая княжна Марфа Михайловна в шестом часу дни в пяток».

Надпись на крышке саркофага почти повторяет её: «Лета 7141 сентября в 21 ден преставис государя царя и великого князя Михаила Фёдоровича всея Руси дщерь благоверная царевна и великая княжна Марфа Михайловна в шестом часу дни в пяток». Памятная плита надгробия хранится в фонде архитектурного декора Музеев Московского Кремля.
В начале XXI века её захоронение было изучено — в нем было обнаружено детское платье.

## Иоанн

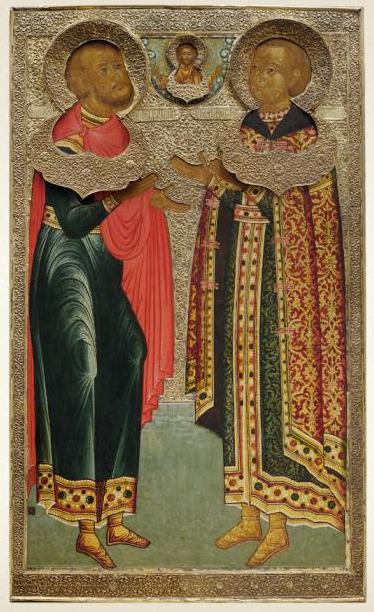
«Иоанн Белгородский и царевич Иван Михайлович».

Царевич Иоанн Михайлович  (2 (14) июня 1633 — 10 (23) января 1639) — второй сын царя Михаила Фёдоровича, умер в возрасте 5 лет.
Получил традиционное великокняжеское имя «Иван» (также так звали брата Филарета), был крещён в честь святого Иоанна Нового Белгородского.
Царевич Иван Михайлович умер в возрасте 5 лет, похоронен в Архангельском соборе. Царевич стал первым представителем дома Романовых, похороненным в этой кремлёвской усыпальнице. Погребение находится в одной могиле с родившимся и умершим в том же году братом Василием Михайловичем возле юго-восточного столба собора, надгробный памятник украшают две плиты с эпитафиями.

Эпитафия Ивана гласит: «Лета 7147 генваря в 10 день на память иже во святых отца нашего Григория архиепископа Низскаго преставися государя царя и великого князя Михаила Фёдоровича всея Руссия сын благоверный царевич князь Иван Михайлович всея Руссии в нощи в 13 часу с среды на четверг».

## Софья
Царевна Софья Михайловна (30 сентября (10 октября) 1634 — 23 июня (3 июля) 1636) — седьмой ребёнок и пятая дочь царя Михаила Федоровича, умерла в младенчестве.
Причины, по которым ребёнок получил имя «Софья», не ясны, хотя оно бытовало в великокняжеской семье Рюриковичей ранее.
Была погребена в Вознесенском монастыре в Московском Кремле, после его разрушения большевиками останки вместе с прочими были перенесены подземную палату южной пристройки Архангельского собора, где находятся и сейчас.

Надпись на её надгробии гласит: «Лета 7149 июня 23 дня на память святыя мученицы Агриппины преставися государя царя и великого князя Михаила Фёдоровича всея Руссии благоверная царевна и великая княгиня София Михайловна в шестом часу дня в четверток».

Надпись на крышке саркофага примерно повторяет её: «Лета 7144 июня в 23 ден преставися государя царя и великого князя Михаила Фёдоровича всея Русии дщерь благоверная царевна и великая княжна Софья Михайловна в шестом часу дни в четверток на память святые мученицы Агрепе…» (надпись не закончена). Памятная плита надгробия хранится в фонде архитектурного декора Музеев Московского Кремля.
В начале XXI века её захоронение было изучено — в нём было обнаружено детское платье, «сшитое на живую нитку, очень просто, через край, без тщательной заделки швов (ткань — итальянский шелк)». Сохранился покров на гробницу царевны.

## Татьяна
Царевна Татьяна Михайловна (5 (15) января 1636, Москва — 24 (4 сентября) августа 1706, Москва)
Вероятно, имя получила в честь сестры царя Михаила — Татьяны Фёдоровны.

В 1683 году иностранец её описывает: «Татьяна Михайловна, тоже родная сестра Алексея Михайловича, следующая за Анной».

Скончалась в возрасте 70 лет в царствование своего племянника Петра Великого.
Была погребена в Вознесенском монастыре в Московском Кремле, после его разрушения большевиками останки вместе с прочими были перенесены в подземную палату южной пристройки Архангельского собора, где находятся и сейчас.

## Евдокия
Царевна Евдокия Михайловна (род. и ум. 10 (20) февраля 1637) — девятый ребёнок и седьмая дочь царя Михаила Фёдоровича, умерла в тот же день, что и родилась.
Возможно, получила имя «Евдокия», так как оно было фамильным — в иночестве так звали одну из сестёр Фёдора Никитича Евфимию, в замужестве княгиню Сицкую и, вдобавок, собственно мать девочки звали Евдокия Лукьяновна.
Была погребена в Вознесенском монастыре в Московском Кремле, после его разрушения большевиками останки вместе с прочими были перенесены подземную палату южной пристройки Архангельского собора, где находятся и сейчас.

Надпись на надгробии гласит: «Лета 7145 года февраля в 10 день на память святаго мученика Харлампия преставись государя царя и великого князя Михаила Фёдоровича всея Руссии дщерь благоверная царевна и великая княжна Евдокия Михайловна в ночи в 5 часу с пятницы на субботу».

Надпись на крышке саркофага её повторяет: «Лета 7145 февраля в 9 день на память святаго мученика Евлампия преставис государя царя и великого князя Михаила Фёдоровича всея Руси дщерь благоверная царевна и великая княжна Евдокея Михайловна в нощи в 5 часу и с пятницы на субботу». Памятная плита надгробия хранится в фонде архитектурного декора Музеев Московского Кремля.

Сохранилась братина с её гроба.

## Василий

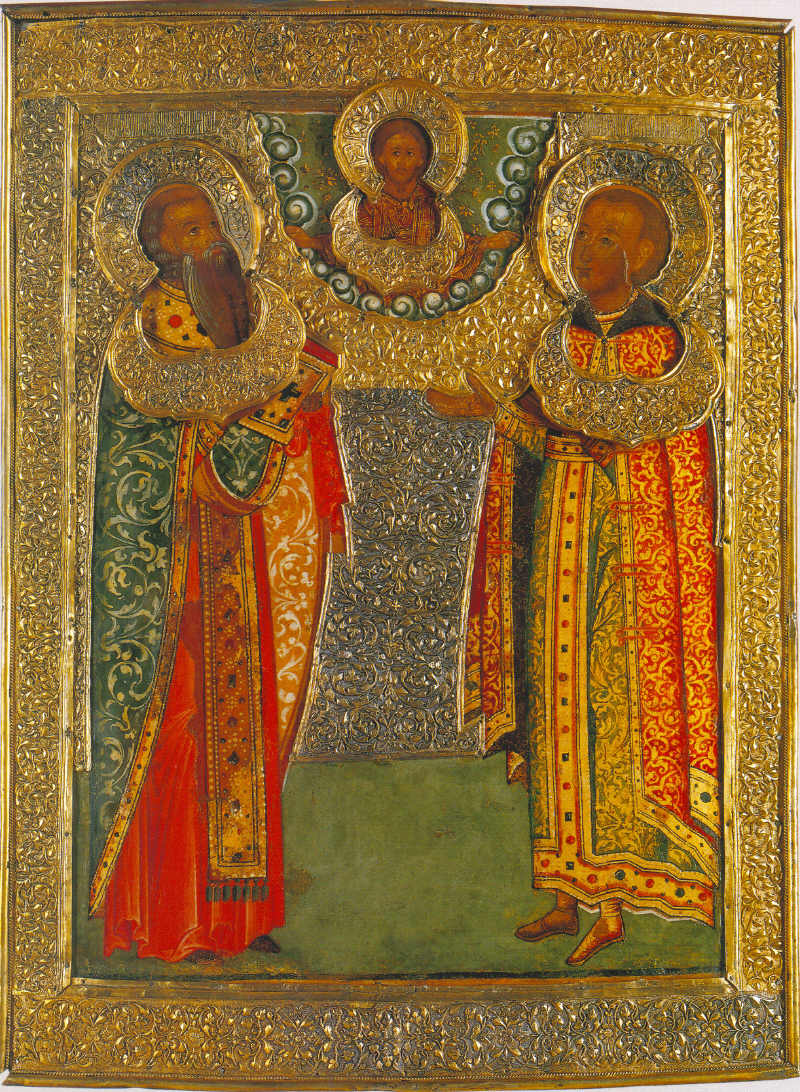
«Василий Анкирский и царевич Василий Михайлович».

Царевич Василий Михайлович (14 (24) марта — 25 марта (4 апреля) 1639) — последний, 10-й ребёнок в семье. Скончался через несколько дней после рождения.
Получил традиционное великокняжеское имя «Василий», то же имя носил брат Филарета.
Погребён в Архангельском соборе Москвы.